# Wolffenstein-Bötersova reakcija
Wolffenstein-Bötersova reakcija je organska reakcija, ki z zmesjo dušikove kisline  in živosrebrovega(II) nitrata pretvori benzen v pikrinsko kislino:
Številne študije kažejo, da živosrebrov nitrat najprej pretvori benzen v nitrozo spojino (spojina s splošno formulo RNO), iz nje pa preko diazonijeve soli nastane fenol. Za reakcijo je ključnega pomena prisotnost nitritnega iona NO2-. Od tu dalje poteka reakcija kot običajno aromatsko nitriranje.
Če je v rakcijski zmesi prisotna sečnina, pikrinska kislina ne nastane.
Sorodna reakcija je Bohn-Schmidtova reakcija (1889), ki je hidroksiliranje hidroksiantrakinona z žveplovo kislino in svincem ali selenom kot katalizatorjem. V reakciji, ki je bila včasih pomembna za proizvodnjo organskih pigmentov, nastane polihidroksilirani antrakinon.